# Chard (Creuse)
Chard é uma comuna francesa na região administrativa da Nova Aquitânia, no departamento de Creuse. Estende-se por uma área de 14,12 km². Em 2010 a comuna tinha 210 habitantes (densidade: 14,9 hab./km²).